# Mleczaj rudy

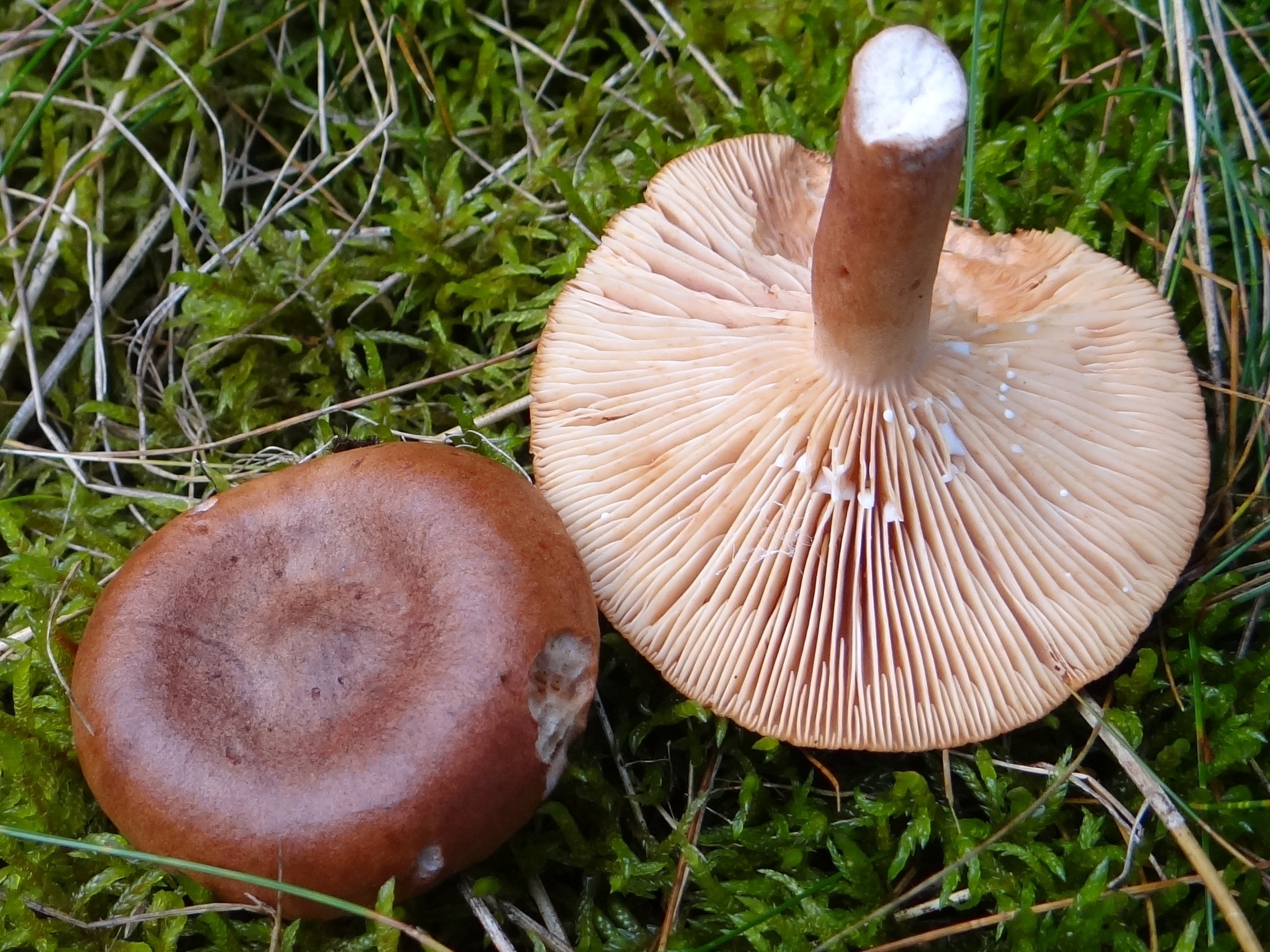

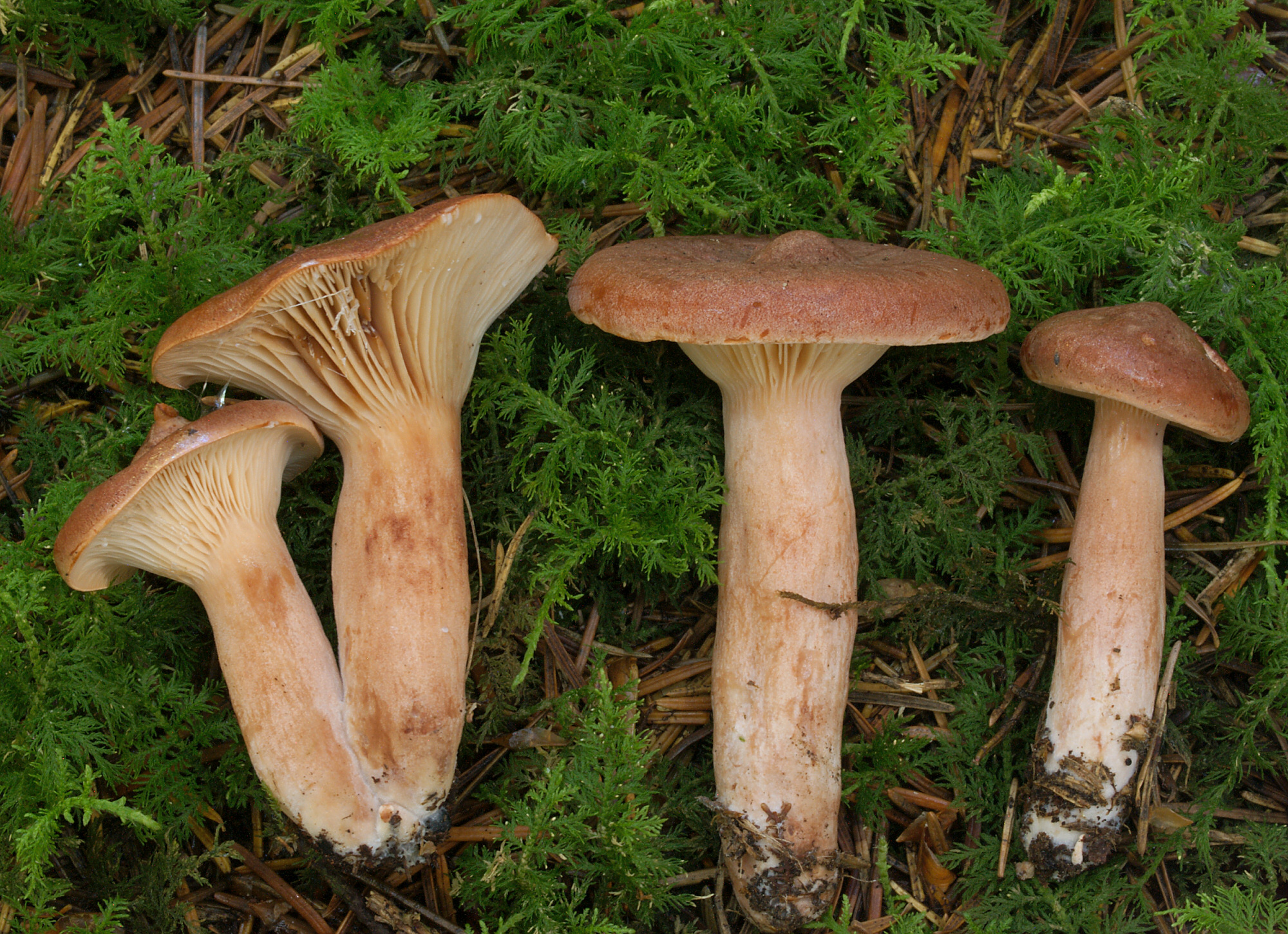

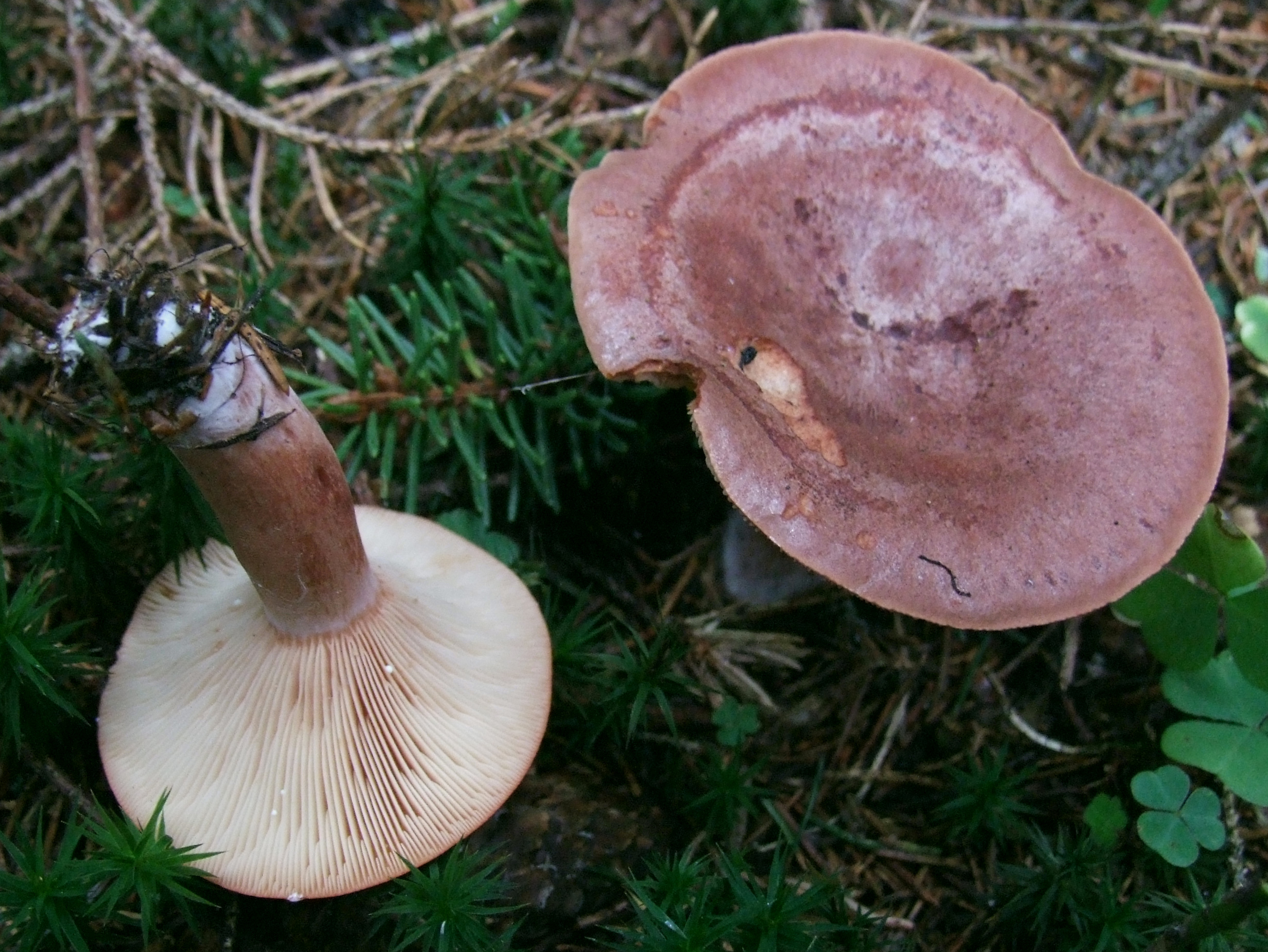

Mleczaj rudy (Lactarius rufus (Scop.) Fr.) – gatunek grzybów należący do rodziny gołąbkowatych (Russulaceae).

## Systematyka i nazewnictwo
Pozycja w klasyfikacji według Index Fungorum: Lactarius, Russulaceae, Russulales, Incertae sedis, Agaricomycetes, Agaricomycotina, Basidiomycota, Fungi.
Po raz pierwszy opisał go w 1772 r. Giovanni Antonio Scopoli, nadając mu nazwę Agaricus rufus. Obecną, uznaną przez Index Fungorum nazwę nadał mu w 1838 r. Elias Fries, przenosząc go do rodzaju Lactarius.
Nazwę polską podał Franciszek Błoński w 1890 r. W polskim piśmiennictwie mykologicznym gatunek ten opisywany był też pod nazwami: podrydzyk ostry i mleczaj czerwonobrunatny. Nazwy regionalne: dziki rydz, ostry rydz, psi rydz, gorzki rydzek, ostry podrydzyk, psiarka, psi grzyb. Niektóre synonimy łacińskie:

- Agaricus rufus Scop. 1772
- Agaricus variabilis Batsch 1783
- Galorrheus rufus (Scop.) P. Kumm. 1871
- Lactarius mollis D.A. Reid 1969
- Lactarius rufus var. exumbonatus Boud. 1911
- Lactifluus rufus (Scop.) Kuntze 1891

## Morfologia
Kapelusz
Średnica 3–8 cm, za młodu szerokostożkowaty z podwiniętym brzegiem, później płaskołukowaty (zazwyczaj na środku z garbem), w końcu nieco lejkowaty. Kolor równomiernie czerwonobrązowy, skórka gładka i bez prążkowania.
Blaszki
O szerokości ok. 5 mm, gęste i nieco zbiegające po trzonie. U młodych okazów żółtawe, potem jasnokremowe, u starszych mięsnoochrowe. Często posiadają czerwone cętki. U starszych okazów opylone są białymi zarodnikami.
Trzon
Wysokość 3–12 cm, szerokość 8–18 mm. Jest walcowaty i kruchy, u młodych okazów gąbczasty, potem pusty. Kolor początkowo białawy, potem jasnoczerwonobrązowy.
Miąższ
Dość cienki, o kolorze czerwonawobrązowym. Podczas suszenia wydziela silny korzenny zapach.
Mleczko
Wypływa dość obficie. Jest rzadkie, wodnistobiałe, w smaku łagodne, ale pozostawia gorzki posmak.
Wysyp zarodników
Białawy.
Cechy mikroskopowe
Zarodniki 8–10 × 6–7,5 μm, owalne, o powierzchni pokrytej drobnymi brodawkami i cienkimi łącznikami tworzącymi niepełną siateczkę. Podstawki 36–40 × 7–10 μm. Cystydy 50–60 × 7–10 μm, wąskowrzecionowate, na ostrzu blaszek liczne, na bokach rzadkie.
Gatunki podobne
Jest wiele gatunków mleczajów o brązowym kapeluszu. Najbardziej podobny jest mleczaj rudobrązowy (Lactarius hysginus), ale ma on kapelusz o mazistej powierzchni. Podobny jest też mleczaj kamforowy (Lactarius camphoratus). Odróżnić go można po zapachu (pachnie cykorią lub przyprawą maga), oraz mleczkiem o łagodnym smaku. Mleczaja rudego najłatwiej odróżnić od tych gatunków po spiczastym garbku na środku kapelusza, piekącym smaku i masowym występowaniu.

## Występowanie i siedlisko
Występuje na całej półkuli północnej na obszarach o umiarkowanym klimacie, na półkuli południowej jego stanowiska podano w Afryce i na Nowej Zelandii. W Europie Środkowej jest pospolity, rzadki jest tylko na obszarach o podłożu wapiennym. W Polsce jest bardzo pospolity.
Naziemny grzyb mykoryzowy. Występuje w lasach iglastych, a także na obrzeżach bagien i torfowisk. Rośnie na kwaśnych glebach, niemal wyłącznie pod świerkami i sosnami, bardzo rzadko pod brzozami.

## Znaczenie
Wskutek ostrego smaku mleczaj rudy często opisywany jest jako grzyb niejadalny. Jednak na opracowanej dla FAO liście jest wymieniony jako grzyb jadalny w Rosji i na Ukrainie. W stanie surowym zawiera on substancje, które mogą powodować nudności, wymioty lub biegunkę, jednak po odpowiednim przyrządzeniu można go spożywać. Zaleca się w tym celu solenie, kiszenie lub marynowanie, po uprzednim kilkukrotnym namoczeniu w wodzie i obgotowaniu, lub jedynie dłuższym gotowaniu i odlaniu wody. Takie przygotowanie owocników pozbawia je także ostrego smaku. Z tak przygotowanych grzybów podobno otrzymuje się smaczne danie o smaku podobnym do gulaszu.
Jest czasami atakowany przez pasożytniczego grzyba Hypomyces lateritius, powodującego pleśnienie i niedorozwój jego blaszek oraz stwardnienie miąższu. Porażone przez tego grzyba owocniki rydzów są niejadalne.